# Reial Observatori de Bèlgica
El Real Observatori de Bèlgica, (en francès: Observatoire Royal de Belgique, i en neerlandès: Koninklijke Sterrenwacht van België), és un observatori astronòmic situat a la localitat d'Uccle (Ukkel en neerlandès), Bèlgica des del 1890. Té el codi 012 en la Llista de Codis d'Observatoris del Minor Planet Center.
Va ser fundat en 1834 per Adolphe Quetelet. Es va traslladar a Uccle en 1890. Va ser la llar d'un reflector Zeiss de 100 cm de diàmetre d'obertura, un dels telescopis més grans del món en el seu moment. Ha tingut una varietat d'altres instruments astronòmics, com astrògrafs, així com una sèrie d'equipament sismogràfic per detectar terratrèmols.